# Saab 93
Saab 93, svensk personbil tillverkad av Saab 1956–1960. Saab 93 var en vidareutveckling av Saabs första personbil Saab 92 och hade en ny front, starkare motor (33 hk) med tre cylindrar som nu var längsmonterad, samt en rad andra förbättringar, bland annat helt nya hjulupphängningar med skruvfjädrar och stel bakaxel. Saab 93 nådde stora framgångar i rallytävlingar och fanns i en specialversion - Saab GT750 - som främst var avsedd för export till USA. Den sistnämnda var bland annat försedd med trimmad motor på 50 hk (57 med extra trimsats), extra bekväm passagerarstol (för kartläsaren), påkostad inredning med flaskställ i armstöden bak, varvräknare, sportigare däck samt kartläsarinstrumentet Halda Speed Pilot.
Kombiversionen Saab 95 kom som 1959 års modell och hade då en starkare motor och 4-växlad låda, som båda skulle hamna i 93:ans efterträdare Saab 96. Denna kom som 1961 års modell.

## Historik
1955. 1 december 1955 visades Saab 93 hos Philipsons i Stockholm som årsmodell 1956.
1956 Årsmodell 1957 lanserades hösten 1956. Bilen fick inga större förbättringar men kunden erbjöds fler tillval som säkerhetsbälten på den svenska marknaden. Det var tvåpunktsbälten som såldes som tillbehör och från och med april 1957 kunde man även få bilen med automatisk koppling som tillval.
1957. Den 3/9:e visades 58:orna med odelad vindruta, pilarna ersattes med blinkers, bränsletanken blev självblandande och oljeinblandningen sänktes från 4 % till 3 %, fästen för säkerhetsbälten fram blev standard, baksätet blev höj- och sänkbart.
1958 I april 1958 visades Saab 93 Granturismo 750 i New York. Bilen var utrustad med en sportmotor som var utrustad med två förgasare och 45 hk/DIN. Bilen är i grunden en Saab 93. Kunden kunde välja till en sportsats som höjde effekten till 55 hk/DIN. Modellen tillverkades endast i 605 enheter mellan 1958 och 1960, då ett fåtal med 93F kaross samt med fyrväxlad växellåda. Saab 93 Granturismo 750 delade senare kaross med Saab 96 från och med hösten 1960 (årsmodell 1961). I september 1958 lanserades årsmodell 1959. Vagnarna hade flera nyheter att visa upp, bland annat bredare och bekvämare framsäten med ställbara ryggstöd, vindrutespolare som standard, kraftigare bromsar, asymmetriskt ljus, utvändig backspegel, samma nyckel till dörr och tändningslås, ny nummerbelysning baktill samt ett nytt emblem på bakluckan.
1959 Den 7 oktober visades årsmodell 1960 på Hotell Palace i Stockholm. Bilen hade namnet Saab 93F. F stod för framkantshängda dörrar. Bilarna utrustades även med stänkskydd bak. Saab 93F ersattes 17 februari 1960 av Saab 96.

## Tekniska data
Motor:		rak trecylindrig tvåtaktsmotor
- Slagvolym:	748 cm3
- Borr x slag:	66x73 mm
- Effekt:		33 hk vid 4 200 r/m

Kraftöverföring:
- Längsställd motor fram, framhjulsdrift
- 3-växlad manuell växellåda, med osynkroniserad 1:a, frihjul, rattspak. Saxomatkoppling mot pristillägg.

Mått o vikt:
- Längd:		401 cm
- Bredd:		157 cm
- Höjd:		145 cm
- Hjulbas:		249 cm
- Tjänstevikt:	880 kg

Varianter:
- 93: december 1955 - augusti 1957. Saab 93 presenterades den 1 december 1955. Till skillnad från företrädaren Saab 92 hade den ny, trecylindrig motor, ny front och 12 volts elsystem. Från och med 1957 erbjöds även säkerhetsbälten som extrautrustning. Våren 1957 erbjöds Saxomatkoppling.

Produktionen av Saab 93 uppgick till 11 759 bilar.
- 93B: september 1957–augusti 1959. Hel vindruta, körriktningspilarna ersatta med blinkers samt förbättrade stolar. Hösten 1958 infördes större bromsar, asymmetriskt halvljus, uppdaterad inredning med bekvämare stolar, innerbelysning med dörrkontakter och låsbar handskfackslucka.

Produktionen av Saab 93B uppgick till 29 830 stycken.
- 93F: september 1959–juni 1960. Framhängda dörrar och effektivare kylsystem.

Produktionen av Saab 93F uppgick till 11 142 stycken.
Totalt tillverkades 52 731 stycken 93:or, inklusive sportvarianten Gran Turismo 750.
Data på årsmodell 1956 av Saab 93.
Motor: 
Längsmonterad 3 cyl tvåtaktsmotor. 
Cyl.Vol. 748 cc. 
Effekt 33 hk/DIN vid 4200rpm. 
Mått och vikt. 
Längd 4010 mm. 
Bredd 1570 mm. 
höjd 1470 mm. 
Hjulbas 2488mm. 
Tjänstevikt 890 kg. 
Prestanda: 

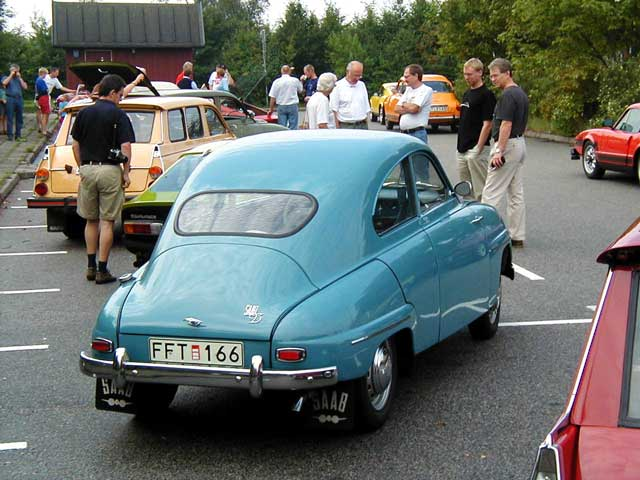
Saab 93.

Acceleration 0–80 km/h (ingen uppgift). 
Toppfart +115 km/h. 
Källa: Saab Automobile AB.